# Riválisok 4. – Figyelmeztetés nélkül
A Riválisok 4. – Figyelmeztetés nélkül (eredeti cím: Best of the Best 4: Without Warning) 1998-ban  videóra kiadott harcművészeti akciófilm. A film forgatókönyvírója, rendezője, producere és egyben főszereplője Phillip Rhee, aki az eredeti film szereplőgárdájából egyedüliként tér vissza. További szerepekben Ernie Hudson, Tobin Bell, Paul Gleason és Sven-Ole Thorsen látható.
A Riválisok-sorozat negyedik, egyben utolsó része. Elkészítése után Rhee hosszabb időre visszavonult a filmezéstől és csak 2015-ben jelent meg újabb műve.

## Cselekmény
Orosz terroristák a testvérpár Lukasz és Yuri Slava vezetésével összehangolt akció keretén belül elrabolnak egy kamiont, mely pénznyomtatáshoz használt papírt szállít, valamint egy papírpénzes nyomatokat tartalmazó CD-t is megszereznek. Céljuk, hogy a valódival teljesen megegyező amerikai dollárt nyomtassanak.
Tommy Lee a felesége halála után hatéves kislányával, Stephanie-val Los Angelesbe költözött és ott harcművészeti oktatóként dolgozik a rendőrségnek. Egy régi barátja meglátogatásakor, aki saját üzletet vezet, pánikszerűen megjelenik a bolttulajdonos lánya, Mickey, nyomában fegyveres üldözőkkel. Mickey a terroristáknak dolgozott, de bűntudata miatt ellopta tőlük a CD-t, hogy átadja azt egy befolyásos ismerősének, Sarahnak. Tommy és a bolt tulajdonosa lefegyverzik a támadókat, ám Mickey halálos lövést kap és apja is súlyosan megsebesül (őt később a terroristák rabolják el és gyilkolják meg). Mickey korábban észrevétlenül Tommy zsebébe csempészte a lemezt, de Tommy erről nem tud. A férfit otthonában fegyveresek támadják meg, Tommy ártalmatlanná teszi őket és megtalálja a lemezt. Egy rendőr barátjától, Jacktől kér segítséget, de a valójában korrupt rendőr az életére tör. Tommy kénytelen megölni, így gyilkosság miatt szökevénnyé válik. Lányát egy lelkészre bízva Tommy elmegy Mickey barátnőjéhez, Sarah-hoz, akinek a lány korábban oda akarta adni a CD-t. Sarah azonban már halott és helyét Karina, a maffia egyik nőtagja vette át – Karina elkábítja és elrabolja Tommyt.
Yuri kivallatja Tommyt a CD holléte felől. Időnyerés céljából Tommy hamis címre küldi a gengsztert és kiszabadul a fogságból, majd motorral elmenekül. Motoros és helikopteres üldözői az autópályán egy alagút felrobbanása során mind életüket vesztik. Tommy a templomba siet lányához, de Yuri, Karina és még egy bűnöző már vár rá. Tommy átadja nekik a lemezt. Yuri elrendeli Tommy, a lelkész és Stephanie megölését és hogy a gyilkosság balesetnek látszódjon, egy időzített bombát hagy a helyszínen. Karina képtelen a kislány megölésére és saját társával végez, közben azonban őt is halálos lövés éri. Tommy magához veszi a ketyegő bombát és a maffiózó testvérek után ered. A reptéren talál rájuk és segítsége is akad, Gresko nyomozó személyében. Gresko korábban épp Tommyt üldözte Jack megölése után, időközben viszont szembesült egykori társa korruptságával és Tommy ártatlanságával. Gresko lelövi a néhány megmaradt bűnözőt, Tommy egy küzdelemben megveri Yurit, de a férfi el tud menekülni és felkapaszkodik a repülőgépre, melyet testvére vezet. Egy tűzoltóautó segítségével Tommy a felszálló repülőgépre juttatja a nála lévő bombát, Yuri és Lukasz az ezt követő robbanásban meghal.

## Szereplők
| Szerep         | Színész           | Magyar hang           |
| -------------- | ----------------- | --------------------- |
| Tommy Lee      | Phillip Rhee      | Gesztesi Károly       |
| Gresko nyomozó | Ernie Hudson      | Jászai László         |
| Lukasz Slava   | Tobin Bell        | Harsányi Gábor        |
| Yuri Slava     | Thure Riefenstein | Bede-Fazekas Szabolcs |
| Karina         | Jessica Collins   | Haumann Petra         |
| Jack Jarvis    | Chris Lemmon      | Kárpáti Levente       |
| Big Joolie     | Art LaFleur       | Csurka László         |
| Boris          | Sven-Ole Thorsen  | Papp János            |
| Gil atya       | Paul Gleason      | Áron László           |